# Napoleon przy ognisku (obraz Walentego Wańkowicza)
Napoleon przy ognisku – obraz olejny namalowany przez polskiego malarza Walentego Wańkowicza w 1834 roku.
Na obrazie widzimy cesarza Napoleona I w ujęciu en pied wypełniającego całkowicie pierwszy plan. Stoi na tle zaśnieżonej równiny i ciemnego zachmurzonego nieba. Czerwonawe światło padające z ogniska i mała sylwetka żołnierza ożywiają ponury krajobraz – sceneria i nastrój sugerują związek obrazu z odwrotem Wielkiej Armii z Moskwy w 1812 roku (inwazja na Rosję). Wańkowicz w swoim dziele wzorował się na litografii francuskiego malarza Greniera z 1826 roku.
Obraz znajduje się w zbiorach Muzeum Narodowego w Warszawie.